# Rhododendron nitens
Rhododendron nitens är en ljungväxtart som beskrevs av Hutchinson. Rhododendron nitens ingår i släktet rododendron, och familjen ljungväxter. Inga underarter finns listade i Catalogue of Life.